# Elin Ulfsdotter Snakenborg
Elin Ulfsdotter Snakenborg, marchesa di Northampton, nota anche come Helena o Helena Red, per i suoi capelli rossi (1549 – 10 aprile 1635), è stata una nobildonna svedese.

## Biografia
Nacque nella provincia di Ostrogothia, come una figlia minore di Ulf Henriksson, signore di Fyllingarum, e di sua moglie, Agneta Knutsdotter, erede di Norrnes. Suo padre era un sostenitore di Gustavo I di Svezia. A detta di tutti, Elin era una donna bellissima, con grandi occhi marroni, i capelli rossi e la carnagione bianca e rosa. È stata descritta come una persona dalla forte volontà e spirito indipendente.
Elin aveva due fratelli e tre sorelle che sono sopravvissuti. Elin fu battezzato e dato il nome di sua nonna paterna, Elin Ulfsdotter. Il nome Snakenborg è stato preso dalla nonna paterna del nonno paterno di Elin, Elin Henriksdotter Snakenborg, i cui antenati erano originario di Meclemburgo. Anche la madre di Elin sembra essere stato un discendente di Agnes Håkonsdotter, figlia naturale di Haakon V di Norvegia.

## Viaggio in Inghilterra
Helena era uno delle sei giovani nobili dame svedesi che erano damigelle d'onore al seguito del principessa Cecilia di Svezia, margravia di Baden, seconda figlia di re Gustavo I. Cecilia e il suo seguito partì dalla Svezia nell'autunno 1564 in un viaggio per l'Inghilterra, su invito della regina Elisabetta I. Poiché la Danimarca-Norvegia era ostile verso la Svezia, sono stati costretti a prendere una rotatoria, via terra. Hanno viaggiato attraverso la Finlandia, Livonia, la Polonia e la Germania, che è stato un lungo viaggio, fino a raggiungere Calais.
Il viaggio è durato quasi un anno fino a raggiungere la loro destinazione - sono arrivati il 8 settembre 1565 a Dover. Cecilia era, al momento, al nono mese di gravidanza. La festa di benvenuto a Dover è stato presieduta da William Parr, I marchese di Northampton, l'unico figlio superstite di Sir Thomas Parr e fratello del consorte regina Catherine Parr.

## Matrimoni

### Primo Matrimonio
A Londra si stabilirono a Bedford House. Helena catturò l'interesse del marchese di Northampton, che ben presto iniziò a corteggiarla. Lord Northampton le regalò molti doni stravaganti come vestiti e gioielli. Altre valutazioni hanno evidenziato che Helena sembra aver compreso i vantaggi di un ricco marito e possibile vedovanza nel prossimo futuro. Le lettere di Helena inviate alla sua famiglia in Svezia, parla della ricchezza, alto rango, posizione a corte e il prestigio del suo pretendente, ma non sulla sua età o di carattere personale.
Cecilia sostenne ingenti debiti a causa del suo stile di vita sontuoso. Nel mese di aprile 1566, ha lasciato l'Inghilterra per sfuggire i suoi creditori. Nel frattempo, la regina Elisabetta sembrava aver formato un'amicizia con Helena, nonostante la differenza d'età. Cecilia voleva portare Helena con lei, ma la ragazza, come riferito a godersi la vita in Inghilterra e dopo aver intrappolato il ricco marchese, non era interessata in partenza.
Lord Northampton sperava di sposare Helena, ma gli fu impedito di farlo perché la sua prima, anche se divorziato, moglie Anne Bourchier, era ancora in vita. Essi avevano divorziato nel 1552, ma la Chiesa inglese non ha riconosciuto i successivi matrimoni e divorziati fino alla morte del coniuge precedente.
Elisabetta amava Helena e la nominò damigella d'onore nel 1567. Helena è diventata una delle aiutanti della regina. Gli venne concesso molti privilegi, come ad esempio i propri alloggi a Hampton Court Palace e un cavallo. Tuttavia, lei non era un membro salariato della camera latrina e non si sa come regolarmente frequentava la corte reale.
Quando Anne Bourchier morì il 28 gennaio 1571, Northampton e Helena furono finalmente in grado di sposare. Il matrimonio ebbe luogo nel maggio 1571 alla presenza della regina a Whitehall Palace. La sposa aveva ventidue anni e lo sposo cinquantasette. La coppia sembrava felice insieme e dividevano il proprio tempo tra le loro case a Guildford, nel Surrey, e a Stanstead Hall, nell'Essex. Il matrimonio durò pochi mesi: il marchese morì il 28 ottobre 1571. Non ebbero figli. Helena ricevette una notevole dote. Secondo l'usanza inglese, come vedova di un pari il cui titolo si estinse, Helena godette del titolo di marchesa per il resto della sua vita.

### Secondo Matrimonio
Poco tempo dopo Helena rimase affascinata da un altro ammiratore, Thomas Gorges, di Longford, un cugino di secondo grado di Anna Bolena, madre della regina, e discendente dai Duchi di Norfolk. La regina era originariamente a favore del corteggiamento, ma cambiò idea e si rifiutò di acconsentire ad un matrimonio, forse a causa della sua gelosia sessuale riguardo alle gentildonne della sua camera o perché aveva forti opinioni sui matrimoni diseguali: Helena era una marchesa e Gorges era solo un gentiluomo.
Thomas e Helena si sposarono segretamente nel 1576. Quando Elisabetta seppe del loro atto clandestina, Helena fu esiliato dalla corte, e Thomas fu incarcerato nella Torre di Londra per un breve periodo. Tuttavia Helena fu poi reintegrata, possibilmente con l'aiuto del suo amico influente, il Lord Ciambellano, Thomas Radcliffe, III conte di Sussex. Ebbero otto figli:
- Elizabeth (1578-1659)
- Francis (1579-?)
- Frances (1580-1649)
- Edward Gorges, I barone Gorges (1583-1652)
- Theobald (1583-1647)
- Bridget (1584-1634)
- Robert (1588-1648)
- Thomas (1589-1624)

La regina Elisabetta ha concesso manieri a Helena nel Huntingdonshire e Wiltshire. La marchesa era ancora molta apprezzata dalla regina e spesso ha agito come sua sostituta al battesimo dei figli dei nobili illustri, in particolare verso la fine del regno, quando la salute della regina si stava deteriorando.
Nel 1582 Thomas fu inviato come ambasciatore inglese in Svezia e ha incontrato i membri della famiglia di Helena. Helena mantenne anche una corrispondenza con i parenti in Svezia, così come con Carlo IX, suo amico d'infanzia.
Elisabetta morì nel marzo 1603. Helena era a capo nel corteo funebre reale come pari anziano perché Arbella Stuart si rifiutò di svolgere il ruolo e Giacomo I non era ancora arrivato a Londra. Nel mese di luglio 1603, Helena e Thomas hanno partecipato all'incoronazione del nuovo monarca, Giacomo I e sua moglie Anna di Danimarca. L'ascesa di Giacomo I ha fatto sì che Helena è stata retrocessa dalla camera della nuova regina. Helena mediò i rapporti del re con la Svezia; per esempio, il tentativo di un possibile matrimonio tra la principessa Elisabetta e Gustavo Adolfo, figlio di Carlo IX.

## Morte
Sir Thomas Gorges morì il 30 marzo 1610, dopodiché Helena si ritirò dalla vita pubblica. Alla fine si ritirò a Redlynch nel Somerset, il maniero di suo figlio Robert. Le lettere mostrano che Helena aveva uno stretto contatto con i suoi figli e nipoti.
Morì il 10 aprile 1635 a Redlynch, nel Somerset, e fu sepolta nella Cattedrale di Salisbury.